# Joel Hasse Ferreira
Joel Hasse Ferreira (ur. 13 lipca 1944 w Lizbonie, zm. 19 marca 2022) – portugalski polityk, inżynier, wykładowca akademicki i samorządowiec, parlamentarzysta, w latach 2005–2009 eurodeputowany VI kadencji.

## Życiorys
Ukończył w 1971 studia z zakresu inżynierii lądowej w Instituto Superior Técnico w ramach Universidade Técnica de Lisboa. W 1987 doktoryzował się z zarządzania na Université Jean Moulin Lyon 3. Prowadził wykłady na uczelniach wyższych w Lizbonie, był dyrektorem państwowego przedsiębiorstwa urbanistycznego w Lizbonie i prezesem instytutu z branży ubezpieczeń społecznych.
Przystąpił do Partii Socjalistycznej, w 1988 wszedł w skład komitetu krajowego tego ugrupowania. Zasiadał w radzie miejskiej w Lizbonie (1982–1985), sejmiku i radzie miejskiej w Sesimbra (1989–1997). W okresach 1983–1985, 1992–2001 oraz 2002–2005 był deputowanym do Zgromadzenia Republiki.
W marcu 2005 objął mandat posła do Parlamentu Europejskiego z ramienia PS. Był członkiem grupy socjalistycznej, pracował m.in. w Komisji Zatrudnienia i Spraw Socjalnych. W PE zasiadał do lipca 2009.